# Картуш (фільм)
Картуш (фр. Cartouche) — французька пригодницька кінокомедія 1962 року, знята Філіппом де Брокою, з Жаном-Полем Бельмондо і Клаудією Кардінале у головних ролях.

## Сюжет
XVIII століття, Франція. Завоювавши любов прекрасної циганки Венери (Клаудія Кардінале), паризький розбійник Домінік (Жан-Поль Бельмондо) взяв собі прізвисько Картуш і став справжнім французьким Робін Гудом. Блискуче володіючи і шпагою, і язиком, Картуш на чолі організованої ним банди потрошить гаманці аристократів і роздає здобич біднякам, щоразу залишаючи в дурнях свого заклятого ворога — начальника поліції Ферруссака.

## У ролях
- Жан-Поль Бельмондо — Домінік «Картуш», шляхетний розбійник
- Клаудія Кардінале — Венера
- Оділь Версуа — Ізабелла де Ферруссак
- Марсель Даліо — Малішо
- Ноель Роквер — сержант
- Жес Ан — «Ласунчик»
- Жан Рошфор — «Шкура»
- Люсьєн Рембур — маршал
- Філіпп Лемер — Гастон де Ферруссак
- Жак Балютен — чернець
- П'єр Репп — другорядна роль
- Жак Іллен — другорядна роль
- Поль Пребуа — жандарм
- Рауль Бійре — другорядна роль
- Ален Декок — Луїзон
- Енцо Черузіко — бандит
- Жак Шарон — полковник
- Сім — другорядна роль
- Мадлен Клерванн — П'єретта
- Бернадетта Стерн — другорядна роль
- Антуан Бо — другорядна роль
- Філіпп де Брока — другорядна роль
- Вільям Колевей — другорядна роль
- Філіпп Кастеллі — другорядна роль
- Леонс Корн — другорядна роль
- Домінік Давре — другорядна роль
- Анрі Геган — другорядна роль
- П'єр Магелон — другорядна роль
- Жорж Монтан — другорядна роль
- Жак Пребуа — другорядна роль
- Роже Трапп — другорядна роль
- Люсьєн Каміре — другорядна роль
- Клод Карльє — другорядна роль
- Ріко Лопес — другорядна роль

## Знімальна група
- Режисер — Філіпп де Брока
- Сценаристи — Данієль Буланже, Філіпп де Брока, Шарль Спаак
- Оператор — Крістіан Матра
- Композитор — Жорж Дельрю
- Художник — Франсуа де Ламот
- Продюсери — Жорж Дансіжер, Олександр Мнушкін